# Шаулиська сільська рада
Шау́лиська сільська́ ра́да — адміністративно-територіальна одиниця та орган місцевого самоврядування в Тальнівському районі Черкаської області. Адміністративний центр — село Шаулиха.

## Загальні відомості
- Населення ради: 502 особи (станом на 2001 рік)

## Населені пункти
Сільській раді підпорядковані населені пункти:
- с. Шаулиха

## Склад ради
Рада складається з 12 депутатів та голови.
- Голова ради: Довгань Валентина Анатоліївна
- Секретар ради: Кузьменко Наталія Миколаївна

### Керівний склад попередніх скликань
| Прізвище, ім'я, по батькові   | Основні відомості                                                                                  | Дата обрання | Дата звільнення |
| ----------------------------- | -------------------------------------------------------------------------------------------------- | ------------ | --------------- |
| Шкода Микола Іванович         | Сільський голова, 1950 року народження, член Народної партії                                       | 26.03.2006   | 11.01.2010      |
| Довгань Валентина Анатоліївна | Сільський голова, 1961 року народження, освіта вища, член Всеукраїнського об'єднання «Батьківщина» | 31.10.2010   |                 |

Примітка: таблиця складена за даними сайту Верховної Ради України

### Депутати
За результатами місцевих виборів 2010 року депутатами ради стали:

#### За суб'єктами висування
| Суб'єкт висування | Кількість обраних депутатів | %   |
| ----------------- | --------------------------- | --- |
| Самовисування     | 12                          | 100 |

#### За округами
| № округу | Прізвище, ім'я, по батькові   | Дата визнання обраним | Освіта             | Партійна приналежність | Відомості про обраного депутата |
| -------- | ----------------------------- | --------------------- | ------------------ | ---------------------- | ------------------------------- |
| 1        | Мацола Тетяна Павлівна        | 02.11.2010            | середня спеціальна | позапартійна           | тимчасово не працює             |
| 2        | Рейда Володимир Анатолійович  | 02.11.2010            | середня            | позапартійний          | ФГ «Фенікс М», механізатор      |
| 3        | Боровик Наталія Петрівна      | 02.11.2010            | середня спеціальна | позапартійна           | Шаулиський НВК, вихователь      |
| 4        | Попсуй Віктор Петрович        | 02.11.2010            | середня            | позапартійний          | ФГ «Фенікс М», механізатор      |
| 5        | Кузьменко Наталія Миколаївна  | 02.11.2010            | середня спеціальна | позапартійна           | тимчасово не працює             |
| 6        | Попсуй Любов Анатоліївна      | 02.11.2010            | середня спеціальна | позапартійна           | пенсіонер                       |
| 7        | Пархоменко Тетяна Анатоліївна | 02.11.2010            | середня спеціальна | позапартійна           | підприємець                     |
| 8        | Маленко Валентина Вікторівна  | 02.11.2010            | середня спеціальна | позапартійна           | ФГ «Фенікс М», бухгалтер        |
| 9        | Нещадим Тетяна Миколаївна     | 02.11.2010            | середня спеціальна | член Партії регіонів   | Шаулиська сільська рада, касир  |
| 10       | Маленко Віктор Борисович      | 02.11.2010            | середня спеціальна | позапартійний          | ФГ «Фенікс М», директор         |
| 11       | Кочегаров Василь Петрович     | 02.11.2010            | середня            | позапартійний          | ФГ «Фенікс М», різноробочий     |
| 12       | Нещадим Мотря Миліянівна      | 02.11.2010            | вища               | член Партії регіонів   | пенсіонер                       |